# 神よ、祖国ガーナを賛美したもう
神よ、祖国ガーナを賛美せんことをは、ガーナ共和国の国歌である。1957年に制定されたが、1967年2月24日の革命記念日を期に、国民の声を反映して国民自由会議が採択した新しい歌詞が使用されることとなった。曲は前のものと変わらない。新歌詞は英語で書かれ第3節まである。

## 英語原語歌詞
Ghana National Anthem

1

God bless our homeland Ghana

and make our nation great and strong

Bold to defend for ever

The cause of Freedom and of Right

Fill our hearts with true humility,

Make us cherish fearless honesty,

And help us to resist oppressors' rule

With all our will and might for evermore.

2

Hail to the name, Oh Ghana

To Thee we make our solemn vow,

Steadfast to build together

A nation strong in Unity,

With our gifts of mind and strength of arm,

Whether night or day, in mist of storm,

In every need what're the call may be,

To serve thee, Ghana, now and evermore.

3

Raise high the flag of Ghana,

And one with Africa advance,

Black star of hope and honour

To all who thirst for Liberty.

Where the banner of Ghana freely flies,

May the way to freedom truly lie,

Arise, arise, Oh sons of Ghana land,

And under God march on for evermore.

## 日本語訳
1

神よ、祖国ガーナを賛美せんことを

我々の祖国を偉大で強くせんことを。

大胆に自由と権利の目標を永遠に守らんことを！

我らの心を謙遜で満たし、

我らの心に恐れのない正直さを抱かせんことを！

我らが圧制者の統治に抵抗するよう助けんことを！

いつも私たちの全ての意志と力で！

2

汝の名前よ! 万歳！ おお！ガーナ！

汝に我らは厳粛に誓約するのだから

団結の中で屈せず強い国を共に建てることを

我らの心と力で

夜も昼も嵐の真ん中でも、

どんな困難に直面しても

汝, ガーナを仕えると、

今、この瞬間にも そして永遠に

3

ガーナの旗を高く揚げ、

アフリカと一つになって進め！

自由を渇望するすべての人々のための

希望と栄光の黒い星

ガーナの旗が自由になびいているところに

自由への道が本当にあらんことを

立ち上がれ, 立ち上がれ, おお！ ガーナの息子たちよ!

神の祝福の下に永遠に前進しよう！